# Joana de Gusmão
Joana Gomes de Gusmão (Santos, 1688 — Florianópolis, 16 de novembro de 1780) foi uma freira brasileira.
Filha de Francisco Lourenço Rodrigues, cirurgião, e Maria Álvares, era irmã de Alexandre de Gusmão e de Bartolomeu Lourenço de Gusmão. Casou com Antônio Ferreira Gamboa.
Com a morte do marido, em 1745, entrou na Ordem Terceira de São Francisco.
Estabeleceu-se em Florianópolis em 1756. Obteve permissão em 1760 para comprar um terreno, a fim de construir uma capela, que ficou pronta em 1762. Em seguida foi construída ao lado da capela uma escola para meninas, a primeira escola feminina de Florianópolis. Neste local está situado atualmente o Hospital de Caridade.
Empresta seu nome ao Hospital Infantil Joana de Gusmão, em Florianópolis.
De acordo com Henrique Fontes
... no dia 16 de novembro de 1780, aos noventa e dois anos de idade, entregou sua alma a Deus; e ali, na sua Capela, foi sepultada, como almejara.
Mais tarde, foram os seus ossos exumados, recolhidos a um caixão e postos debaixo do altar do Senhor dos Passos; e, reduzidos só ao crânio e fêmures, foram depois transferidos para uma urna, que ficou guardada na sacristia. Na mesma urna, hoje decorosamente colocada na parede esquerda da Capela e em situação bem visível, ainda se conservam as respeitáveis relíquias. Um verdadeiro fato histórico ficou nos anais da igreja da Ordem III do seráfico Francisco das Chagas.
Joana De Gusmão, havia ido a uma festa religiosa, junto ao esposo na Vila de Iguape e, aos pés do altar mor, jurava que, a caso ficasse viúva, dedicaria toda a sua vida a pratica da caridade.
Com isso acontecesse mais cedo do que esperava, passou a peregrinar a pé, pedindo esmolas para os pobres.
Alongando mais as suas peregrinações, foi até FLORIANOPOLIS; lá permanecendo alguns dias. Procurou então ali fundar uma capela: a " capela do menino de Deus", com as esmolas que angariava nas suas andanças pela vilas conhecidas.
De uma feita; vindo a PARANAGUÀ, a fim de ratificar a sua " profissão de fé", que desejava ardentemente, andava ela pelas ruas de nossa vila, de sandálias, sem meias, e com vestes feitas de "aniagem", a pedir esmolas para a sua " capela do menino de Deus", em FLORIANOPOLIS.
Dias depois, essa admirável criatura, mais conhecida pelo povo como "mulher santa", recebia o "habito de freira", na igreja da Ordem III de PARANAGUÀ, no ano de 1745. Solene ato celebrado pelo Superior da Ordem Seráfica, que para isso tinha plenos poderes.
E tão grande foi seu trabalho que , aos 80 anos, não mais podendo peregrinar, devidos as enfermidades causadas pelas viagens a pé, penitencias e privações, resolveu ensinar a ler e escrever as crianças pobres da redondeza. Assim levou o resto da sua vida: morrendo ao 92 anos.

Poise bem: a mulher "santa", como a chamavam, era irmã do notável estadista - ALEXANDRE DE GUSMÂO- e do grande sacerdote, o celebre BARTOLOMEU DE GUSMÃO , conhecido como o "padre voador"!...